# Hufelandstraße
Die Hufelandstraße liegt im Berliner Ortsteil Prenzlauer Berg  des Bezirks Pankow. Sie befindet sich im Bötzowviertel, unweit des Volksparks Friedrichshain und an der Grenze zum Bezirk Friedrichshain-Kreuzberg. Die Straße führt von der Greifswalder Straße nordwestlich zur Straße Am Friedrichshain südöstlich. Die Straße entstand mit zahlreichen benachbarten Verkehrswegen im 19. Jahrhundert als Wohnquartier für die schnell wachsende Berliner Bevölkerung. Nach 1990 wurde sie umfassend saniert und bietet nun mit zahlreichen kleineren Geschäften sowie Restaurants und Cafés das Ambiente des Ortsteils Prenzlauer Berg.

## Geschichte
Bei der Erstanlage nach dem Hobrecht-Plan Abt. XIII/1 war es die Straße 2. Am 4. Juni 1904 wurde sie nach Christoph Wilhelm Hufeland (1762–1836), dem Leibarzt von Friedrich Wilhelm III., benannt. Hufeland hatte sich unermüdlich für eine Verbesserung der hygienischen Verhältnisse in Berlin eingesetzt und gilt als einer der Begründer der Makrobiotik.
Die Architektur der Straße wird durchgehend von Wohnhäusern aus der Gründerzeit geprägt, die sich durch zahlreiche Balkone und Erker auszeichnen. Die Gebäude wurden zwischen 1900 und 1910 erbaut. Die Luftangriffe und Kämpfe des Zweiten Weltkriegs überstand der westliche Teil der Hufelandstraße weitgehend unversehrt, der östliche Teil hatte Verluste zu verzeichnen und wurde neu bebaut. Im Laufe der folgenden Jahrzehnte fehlte allerdings das Geld zum Erhalt der Wohnbauten, weil die Schaffung von neuem Wohnraum in den Ortsteilen Marzahn und Hellersdorf Vorrang hatte. 
Die Restaurierung der Gebäude begann nach der politischen Wende Anfang der 1990er Jahre und konzentrierte sich dabei zunächst auf die Aufwertung der Fassaden. Als 1995 das Bötzowviertel zum Sanierungsgebiet erklärt wurde, begann die Modernisierung der Wohnungen und man baute auch zahlreiche Dachböden aus. Bis Mitte der 1980er Jahre hatten in der Straße haushohe alte Linden gestanden, die jedoch nach der Umstellung auf Erdgas erkrankten und gefällt werden mussten. Nach der Sanierung der Gasrohrleitungen ab 1990 konnten wieder Bäume gepflanzt werden, diesmal waren es Platanen als neue Straßenbäume. Lediglich auf dem nördlichen Gehweg zwischen Bötzowstraße und Greifswalder Straße standen die als Ausgleich für die gefällten Linden aufgestellten Pflanzkübel aus der DDR. Dieser Abschnitt wurde Anfang 2008 saniert und auch hier wurden Platanen gepflanzt. 
Die letzte als Baugrundstück ausgewiesene Häuserlücke Nr. 34 wurde 2007 geschlossen. Das Eckgrundstück Hans-Otto-Straße wurde zu einem Spielplatz umgestaltet.
Die Hufelandstraße ist eine gepflasterte Straße. Sie kann über die Greifswalder Straße, Am Friedrichshain sowie die Danziger Straße umfahren werden. Innerhalb des Bötzowviertels ist sie jedoch die am stärksten befahrene Straße, das gilt insbesondere für den Abschnitt zwischen Greifswalder Straße und Bötzowstraße.
Mitte der 2000er Jahre kam es zu einer starken Gentrifizierung, die auf die attraktive Wohnlage zurückzuführen ist.